# Campana (wyspa)
Campana – wyspa na Pacyfiku, położona pomiędzy Zatoką Penas a Kanałem Castillo. Wyspa jest częścią archipelagu Campana, a zarazem największą jego wyspą. Zajmuje powierzchnię 1187,8 km², co czyni ją jedenastą pod względem wielkości wyspą Chile. Wyspą administruje region Aisén.